# Université de technologie chimique Dmitri-Mendeleïev de Moscou

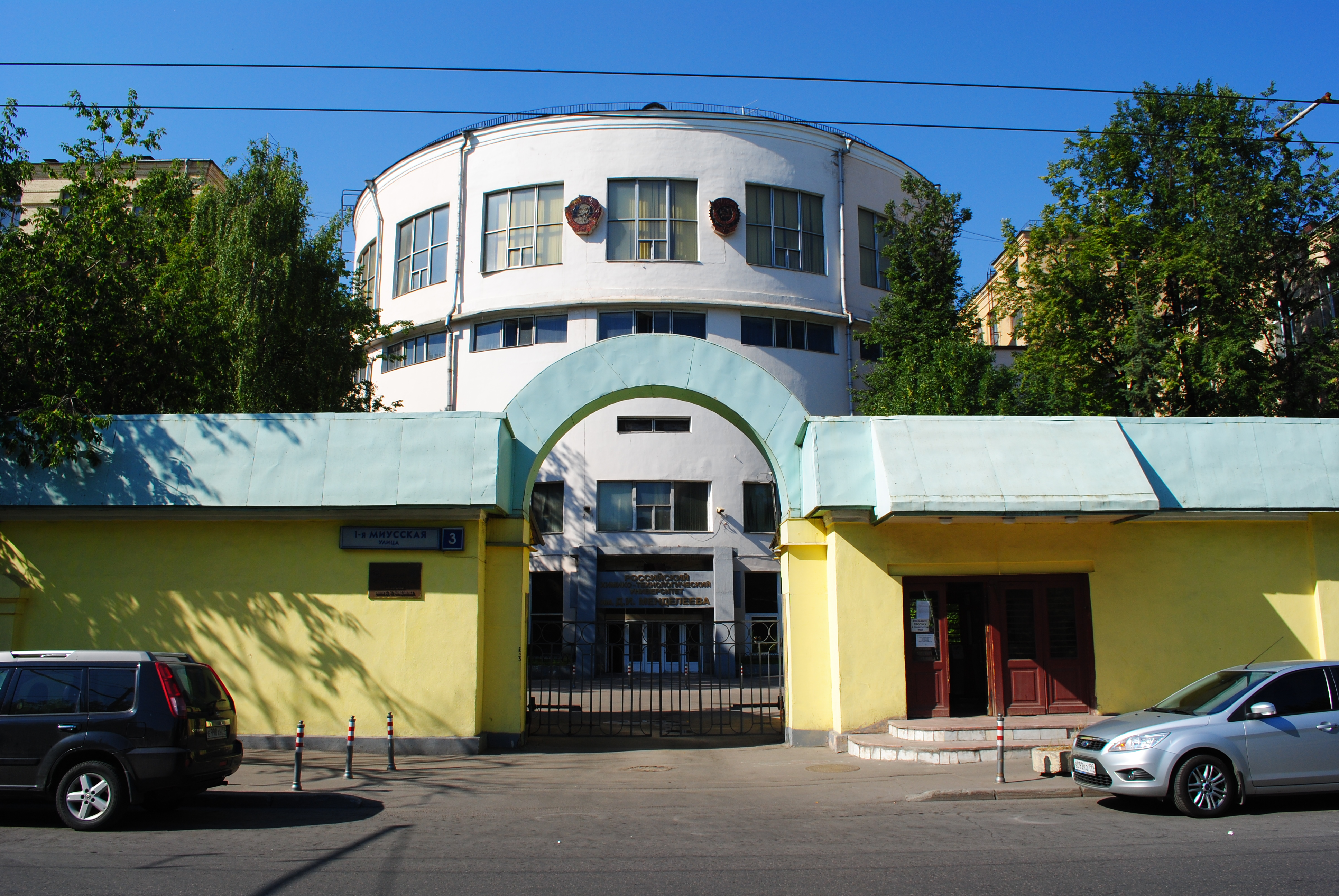
Filiale Miusski

L'université de chimie et de technologie  Dmitri Mendeleïev  (en russe : Российский химико-технологический университет имени Д. И. Менделеева) est un établissement d'enseignement supérieur russe créé en 1898 et nommé d'après Dmitri Mendeleïev en 1919. Organisme récipiendaire de l'ordre de Lénine en 1940 et de l'ordre du Drapeau rouge du Travail en 1971. Les bâtiments et l'infrastructure sont repartis entre le site principal situé au no 9, place Miusski du Tverskoï, les sites de Touchino et Lefortovo, et le campus rue Vilis Lācis du Severnoïe Touchino. En son sein fonctionnent également l'Institut des matériaux des sources d'énergie modernes et de la nanotechnologie (Институт материалов современной энергетики и нанотехнологии (ИМСЭН-ИФХ)), fondé en 1949, et l'institut de Novomoskovsk (Новомосковский институт РХТУ) fondé en 1960, qui se trouve dans l'oblast de Toula.
Le statut de l'université est attribué à l'établissement le 11 décembre 1992.
Parmi ses anciens élèves, l'université compte le professeur Iosif Leites (ru), auteur du Groupe d'experts intergouvernemental sur l'évolution du climat, lauréat du prix Nobel de la paix en 2007.
La revue universitaire Mendeleïevets (« Менделеевец ») paraît depuis le 15 février 1929.